# Charged GBH
Charged GBH je britanski streetpunk sastav. Formirali su ga 1978. pjevač Colin Abrahall, gitarist Colin "Jock" Blyth, basist Sean McCarthy i bubnjar Andy " Wilf" Williams.
GBH su bili pioniri engleskog streetpunka. Njih i Discharge, Broken Bones, The Exploited i The Varukers često su nazivali "UK82". Utjecali su na nekoliko punk rock glazbenika. Ime GBH dolazi od suđenja basistu Seanu McCarthyju za nanošenje bolnih tjelesnih ozljeda.

## Diskografija
Demoi
| Godina | Naslov        |
| 1980.  | 1980 Demo     |
| 1980.  | Practice 1980 |

Splits
| Godina | Naslov              | Suradnja s | Izdavač |
| 1998.  | Punk As Fuck        | Billyclub  | Idol    |
| 2001.  | Punk Rock Ambulance | Billyclub  | Idol    |

Studijski albumi
| Godina | Naslov                      | Izdavač     |
| 1982.  | City Baby Attacked By Rats  | Clay        |
| 1983.  | City Babys Revenge          | Clay        |
| 1986.  | Midnight Madness And Beyond | Captain Oi! |
| 1987.  | No Need To Panic            | Captain Oi! |
| 1989.  | A Fridge Too Far            | Captain Oi! |
| 1990.  | From Here To Reality        | Captain Oi! |
| 1992.  | Church of the Truly Warped  | Captain Oi! |
| 1996.  | Punk Junkies                | SOS         |
| 2002.  | Ha Ha                       | Go Kart     |
| 2004.  | Cruel and Unusual           | Idol        |
| 2010.  | Perfume and Piss            | Hellcat     |

EPs/singles/box sets
| Godina | Naslov                                          | Izdavač     |
| 1981.  | Leather, Bristles, Studs, And Acne              | Clay        |
| 1982.  | No Survivors                                    | Clay        |
| 1982.  | Sick Boy                                        | Clay        |
| 1982.  | Give Me Fire / Man Trap                         | Clay        |
| 1983.  | Catch 23 / Hellhole                             | Clay        |
| 1984.  | Do What You Do                                  | Clay        |
| 1986.  | Oh No, It's GBH Again                           | Clay        |
| 1988.  | Wot A Bargain                                   | Captain Oi! |
| 2004.  | Cruel and Unusual                               | Idol        |
| 2007.  | Race Against Time: The Complete Clay Recordings | Castle      |

Kompilacije i albumi uživo
| Godina | Naslov                                      | Izdavač           |
| 1982.  | Punk And Disorderly                         | Abstract/Posh Boy |
| 1982.  | Leather, Bristles, No Survivors & Sick Boys | Clay              |
| 1986.  | Clay Years 1981-1984                        | Clay              |
| 1989.  | No Survivors '83                            | Clay              |
| 1990.  | The Clay Years - 1981-84                    | Clay              |
| 1992.  | The Clay Recordings                         | Clay              |
| 1993.  | Live In Japan                               | Anagram           |
| 1995.  | The Clay Punk Singles Collection            | Clay              |
| 1996.  | Celebrity Live Style                        | Cleopatra         |
| 1999.  | Punk Rock Hits                              | Cleopatra         |
| 1999   | Live In Los Angeles                         | Anagram           |
| 2002.  | The Punk Singles 1981-84                    | Castle            |
| 2005.  | Dead on Arrival: A Punk Rock Anthology      | Sanctuary         |

Miješane kompilacije
| Godina izdanja | Naslov                                  | Izdavač   |
| 1999.          | A Triple Dose Of Punk - 60 Song box set | Cleopatra |

DVD i video
| Godina | Naslov                                    |
| 1983.  | Live At Victoria Hall, Hanley             |
| 1995.  | Kawasaki Live                             |
| 1996.  | Live in L.A. 1988                         |
| 2003.  | Live at the Ace, Brixton                  |
| 2004.  | Kawasaki Live/Brit Boys Attacked by Brats |
| 2005.  | G.B.H. Live in LA/Live at Victoria        |
| 2006.  | Charged: On Stage                         |

## Vanjske poveznice
- GBH  Arhivirana inačica izvorne stranice od 7. srpnja 2013. (Wayback Machine)
- Myspace
- Hawaiian Fan Site for GBH  Arhivirana inačica izvorne stranice od 12. rujna 2011. (Wayback Machine)
- Intervju s GBH  Arhivirana inačica izvorne stranice od 1. ožujka 2012. (Wayback Machine)